# Quatá
Quatá é um município brasileiro do estado de São Paulo. Sua população estimada em 2004 era de 11.807 habitantes.

## História
O passado de Quatá como o de toda região oeste do Estado de São Paulo, abrangida pelos rios Aguapeí, do Peixe e Paranapanema, pertence ao império selvagem dos índios Caingangues ou Coroados. Até o princípio do século XX, os mapas de São Paulo assinalavam essa imensa região com uma expressão genérica e imprecisa: "terras desconhecidas e habitadas pôr índios".
O primeiro ocupante das terras que hoje demarcam Quatá, foi Manoel Pereira Alvim, nos idos de 1887. Nesse final do século XIX, Manoel Pereira Alvim começaria a plantar pés de café, os primeiros registrados na altura da zona sorocabana.
A criação do Distrito de Paz deu-se em 18 de dezembro de 1924; a elevação a Município ocorreu em 04 de novembro de 1925; a instalação do Município deu-se em meio a solenidades no dia 16 de janeiro de 1926.
A instalação da comarca foi em 13 de junho de 1945. Até hoje, essa é considerada a data para a celebração do aniversário da cidade, cujo padroeiro é Santo Antônio.

### Toponímia
O nome Quatá faz referência a um som emitido por uma espécie de macaco. O macaco-aranha, também nomeado como quatá (coatá), praticamente privado do polegar, tem uma capacidade descomunal com a cauda. A cauda funciona com a força e a agilidade dos outros membros, podendo ser considerada uma quinta mão.

## Demografia
Dados do Censo - 2000
População total: 11.655
- Urbana: 10.548
- Rural: 1.107
  - Homens: 5.793
  - Mulheres: 5.862
- Densidade demográfica (hab./km²): 17,86
- Mortalidade infantil até 1 ano (por mil): 12,40
- Expectativa de vida (anos): 73,19
- Taxa de fecundidade (filhos por mulher): 2,17
- Taxa de alfabetização: 89,45%
- Índice de Desenvolvimento Humano (IDH-M): 0,792
- IDH-M Renda: 0,706
- IDH-M Longevidade: 0,803
- IDH-M Educação: 0,868

(Fonte: IPEADATA)

## Geografia
Localiza-se a uma latitude 22º14'51" sul e a uma longitude 50º41'54" oeste, estando a uma altitude de 550 metros. Está localizada na Microrregião de Assis e na Mesorregião de Assis.
- Localização - Alta Sorocabana
- Municípios limítrofes
  - Quintana
  - Borá
  - Tupã
  - Paraguaçu Paulista
  - João Ramalho

### Bairros Rurais
- Água da Bomba
- Agua do Fogo
- Campinho
- Cobal
- Cristal
- Faustininho
- Graminha
- Polainas
- Santa Lina
- Serra Preta
- Balneário

## Infraestrutura

### Comunicações
O sistema de telefones automáticos foi inaugurado na cidade em 1981 pela Telecomunicações de São Paulo (TELESP), que também implantou o sistema de discagem direta à distância (DDD) em 1981 com o código de área (0183). Anteriormente a cidade era atendida pela Empresa Telefônica Paulista.
Na década de 90 o código DDD da cidade foi alterado para (018), para padronização do sistema telefônico com a telefonia celular que estava sendo implantada em todo o estado.

### Educação
O município conta com uma tradicional Escola Técnica denominada ETEC Dr. Luiz César Couto. Considerada uma das melhores ETECs do Centro Paula Souza. Oferece vários cursos como, Técnico em Análise de Produção de Açúcar e Álcool, Alimentos, Gestão Ambiental, Pecuária, Segurança do Trabalho, Agricultura, Técnico em Informática e além do Ensino Médio. Possui a Cooperativa Escola que vêm trazendo enormes benefícios para à escola como aquisição de laboratório de informática com internet, instalação de um laticínio, etc.

## Administração
- Prefeito:  Marcio Bidoia (PSD) - (2025/2028)
- Vice-prefeito: Elton Masi (Avante)
- Presidente da Câmara: Valmor Ari Pedott (Novo) - (2025/2026)

## Economia
Entre as suas atividades econômicas industriais estão: Usina de açúcar, álcool, levedura. Atividades agrícolas: café, algodão, amendoim. Atividades de pecuárias: Gado de corte e de leite, suínos e caprinos.
Sua economia baseia-se principalmente na agricultura, onde a cana-de-açúcar é o segmento mais importante da área. No município fica sediada a Usina Quatá, pertencente ao grupo Zilor, que é maior geradora de empregos do município com aproximadamente 2.000 funcionários e capacidade de moagem de 2,8 milhões de toneladas de cana; e também a Biorigin que é uma importante indústria no ramo de produção de levedura que emprega cerca de 200 pessoas. Atualmente existem no município um laboratório de produção da vespa da broca da cana (Cotesia flavipes). Conhecido como BIORESULT, e vem gerando mais de 60 empregos diretos.[carece de fontes?]
O comércio também é um grande atrativo e mostra sinais de recuperação, por causa da fase de expansão sucroalcooleira na região.

## Turismo
Suas atrações turísticas e de lazer: Balneário Municipal e Toca da Onça.
O Balneário Municipal de Quatá é a maior referência Turística do Município, criado e idealizado pelo Senhores Walter da Silva (Tininho) e Clóvis Nucci. Recebe milhares de visitantes durante todo o ano. Local de lazer e descanso, densamente verde e relaxante. Momentaneamente, está com sua área pública desativada.

## Quataenses ilustres
- Álvaro Dias, historiador e político
- Adriano Stuart,  cineasta , ator e diretor
- Francisco Weffort, cientista político
- Osmar Dias, engenheiro agrônomo e político
- Walter da Silva (Tininho), Contador e ex-Vereador
- Clóvis Nucci
- Edison Josué Campos de Oliveira, advogado ilustre escreveu as primeiras obras de direito de protesto de títulos do Brasil: sustação do protesto de títulos, cartórios não oficializados e registro de imóveis, da editora Revista dos Tribunais, contribuiu ativamente para legislação de registro imóveis e títulos no Brasil.

## Religião

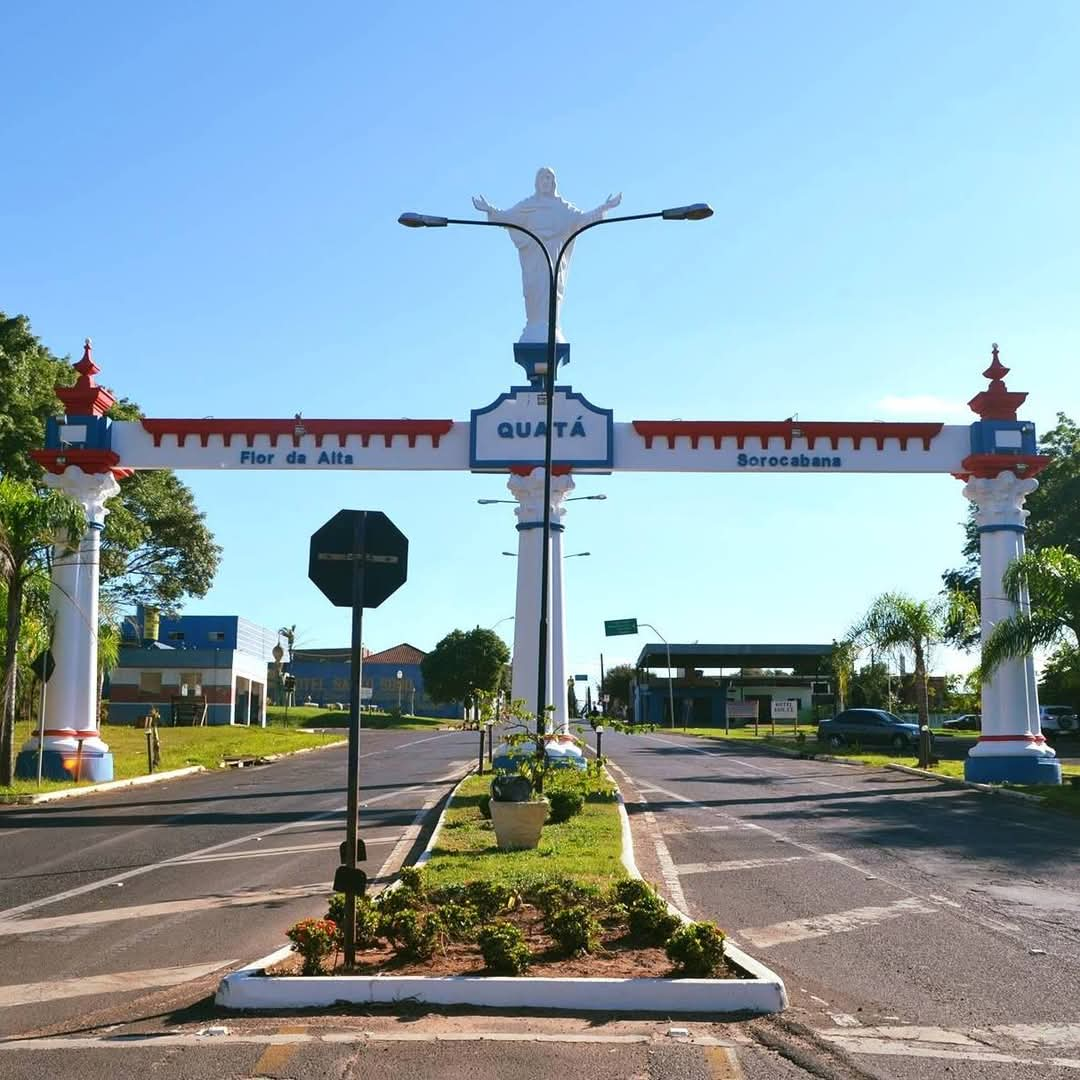
Entrada da cidade.

O Cristianismo se faz presente na cidade da seguinte forma:

### Igreja Católica
- A igreja faz parte da Diocese de Assis.[11]

### Igrejas Evangélicas
- Assembleia de Deus Ministério do Belém.[12][13]
- Congregação Cristã no Brasil.[14]